# Pseudoxyops boliviana
Pseudoxyops boliviana är en bönsyrseart som beskrevs av Giglio-tos 1914. Pseudoxyops boliviana ingår i släktet Pseudoxyops och familjen Mantidae. Inga underarter finns listade i Catalogue of Life.